# ジャーリール・オカフォー
- ジャリル・オカフォー

ジャリル・オビカ・オカフォー（Jahlil Obika Okafor 発音:[ˈdʒɑː liːl]; 1995年12月15日- ）は、アメリカ合衆国・イリノイ州シカゴ出身のプロバスケットボール選手。ポジションはセンター。B.LEAGUEのレバンガ北海道所属。

## 経歴

### 若齢期
ナイジェリアからの移民である父親と、アフリカ系アメリカ人と白人の血をひく母親の間にアーカンソー州フォートスミスで生まれた。アーカンソー州とオクラホマ州の州境にあるオクラホマ州モフェットで母親とともに育ったが、9歳の時に母親が気管支炎から肺炎となり2週間で死亡すると、シカゴに住む父親の元で暮らすようになった。
2012年のバスケットボールU-17世界選手権では金メダルを獲得、オカフォーはMVPに選ばれた。2013年のバスケットボールU-19世界選手権でも金メダルを獲得した。
高校の最終学年でオカフォーはパレード、USAトゥデイ、マクドナルドから全米最優秀選手に選ばれた。
2013年10月、進学先をベイラー大学、デューク大学、カンザス大学、ケンタッキー大学の4つの中に絞ったことをオカフォーの父親が明かした。同年11月、デューク大学への進学を決めたことをオカフォー本人が公表した。

### カレッジ
デューク大学では2014-2015シーズンのアトランティック・コースト・カンファレンス最優秀選手及び全米の最優秀新人選手に選ばれた。また2015年のNCAAオールアメリカンファーストチームにも選ばれている。
タイアス・ジョーンズ、ジャスティス・ウィンスロー、グレイソン・アレンと共にNCAAトーナメントで優勝した。

### NBA
2015年のNBAドラフトにアーリーエントリーし、フィラデルフィア・76ersから全体3位という高評価を受けて指名された。7月6日のサマーリーグで、20得点を記録しデビューし、7月7日に2年契約とチームオプション2年付随の契約を結んだ。
2015–16シーズンの開幕戦となった10月28日のボストン・セルティックス戦で、26得点、7リバウンド、2ブロック、(8 ターンオーバー)の記録を残した。以降、同シーズンは苦しいチーム事情の中、中心選手と活躍し、NBAオールルーキーチームのファーストチームに選出された。
しかし、翌2016-17シーズンはジョエル・エンビードの台頭、ダリオ・サリッチの加入などもあり、出場機会が減少。2017年10月31日には、76ersから2018-19シーズンの契約を更新しないことを通達された。これに対し、オカフォー側は76ersにバイアウトを要求したと報じられた。その後、12月7日にブルックリン・ネッツへの移籍が決定した。
2017-2018シーズンオフにFAとなり、ニューオーリンズ・ペリカンズと契約した。
2020年12月1日、デトロイト・ピストンズと契約した。
2021年9月4日、セクー・ドゥムブヤとともに、デアンドレ・ジョーダンと引き換えにブルックリン・ネッツに放出。9月9日、ネッツはオカフォーとの契約を解消した。

### 国外、Gリーグでのキャリア
2023年7月17日、リーガACBに所属するバスケット・サラゴサへの加入が発表された。リーグ戦では11試合に出場し、1試合平均23.0分の出場で、11.7得点、5.1リバウンド、1.8アシストという成績を残したが、11月には浙江広厦猛獅籃球倶楽部からオファーを受けている事が明らかになり、11月28日には浙江ライオンズへの加入が正式発表された。
2025年7月7日、B.LEAGUEに所属するレバンガ北海道への加入が発表された。

## 個人成績

### NBA

#### レギュラーシーズン
| シーズン | チーム | GP  | GS  | MPG  | FG%  | 3P%  | FT%  | RPG | APG | SPG | BPG | PPG  |
| -------- | ------ | --- | --- | ---- | ---- | ---- | ---- | --- | --- | --- | --- | ---- |
| 2015–16  | PHI    | 53  | 48  | 30.0 | .508 | .167 | .686 | 7.0 | 1.2 | .4  | 1.2 | 17.5 |
| 2016–17  | PHI    | 50  | 33  | 22.7 | .514 | ---  | .671 | 4.8 | 1.2 | .4  | 1.0 | 11.8 |
| 2017–18  | PHI    | 2   | 0   | 12.5 | .444 | ---  | .500 | 4.5 | .5  | .0  | 1.0 | 5.0  |
| 2017–18  | BKN    | 26  | 0   | 12.6 | .566 | .250 | .760 | 2.9 | .4  | .1  | .6  | 6.4  |
| 2018–19  | NOP    | 59  | 24  | 15.8 | .586 | .200 | .663 | 4.7 | .7  | .3  | .7  | 8.2  |
| 2019–20  | NOP    | 30  | 9   | 15.6 | .623 | .333 | .645 | 4.2 | 1.2 | .2  | .7  | 8.1  |
| 2020–21  | DET    | 27  | 2   | 12.9 | .618 | .222 | .708 | 2.4 | .5  | .2  | .2  | 5.4  |
| 2024–25  | IND    | 1   | 0   | 3.4  | ---  | ---  | ---  | 1.0 | 1.0 | .0  | .0  | .0   |
| 通算     | 通算   | 248 | 116 | 19.5 | .542 | .222 | .676 | 4.7 | .9  | .3  | .8  | 10.3 |

### カレッジ
| シーズン | チーム   | GP | GS | MPG  | FG%  | 3P% | FT%  | RPG | APG | SPG | BPG | PPG  |
| -------- | -------- | -- | -- | ---- | ---- | --- | ---- | --- | --- | --- | --- | ---- |
| 2014–15  | デューク | 32 | 32 | 30.1 | .664 | --- | .510 | 8.5 | 1.3 | .8  | 1.4 | 17.3 |

## 代表歴
ナイジェリア代表として2020年東京オリンピックに出場している。

## 人物
NBA選手のエメカ・オカフォーの遠い親戚にあたる。